# Liste des régions NUTS de Finlande
Cet article liste les codes NUTS de la Finlande dont le sigle est NUTS:FI.

## Présentation
La Nomenclature des Unités Territoriales Statistiques est un découpage territorial destiné à faciliter les comparaisons entre pays, ou entre régions de l'union européenne.

## Subdivisions de la Finlande
Pour la Finlande, les trois niveaux sont:
| Niveaux | Subdivisions                                                                 | Nombre |
| ------- | ---------------------------------------------------------------------------- | ------ |
| NUTS 1  | Finlande continentale, Åland (Manner-Suomi, Ahvenanmaa/Fasta Finland, Åland) | 2      |
| NUTS 2  | Grandes zones (Suuralueet / Storområden),                                    | 5      |
| NUTS 3  | Régions (Maakunnat / Landskap)                                               | 19     |

## Codes NUTS
Les codes NUTS de la Finlande sont :
| NUTS 1                       | Code | NUTS 2               | Code                  | NUTS 3             | Code  |
| ---------------------------- | ---- | -------------------- | --------------------- | ------------------ | ----- |
| Finlande continentale        | FI1  | Finlande occidentale | FI19                  | Finlande centrale  | FI193 |
|                              | FI1  | Finlande occidentale | FI19                  | Ostrobotnie du Sud | FI194 |
| Ostrobotnie                  | FI1  | Finlande occidentale | FI19                  | FI195              |       |
| Satakunta                    | FI1  | Finlande occidentale | FI19                  | FI196              |       |
| Pirkanmaa                    | FI1  | Finlande occidentale | FI19                  | FI197              |       |
| Helsinki-Uusimaa             | FI1  | FI1B                 | Helsinki-Uusimaa      | FI1B1              |       |
| Finlande du Sud              | FI1  | FI1C                 | Finlande du Sud-ouest | FI1C1              |       |
| Finlande du Sud              | FI1  | FI1C                 | Kanta-Häme            | FI1C2              |       |
| Finlande du Sud              | FI1  | FI1C                 | Päijät-Häme           | FI1C3              |       |
| Finlande du Sud              | FI1  | FI1C                 | Vallée de la Kymi     | FI1C4              |       |
| Finlande du Sud              | FI1  | FI1C                 | Carélie du Sud        | FI1C5              |       |
| Finlande du Nord et de l'Est | FI1  | FI1D                 | Etelä-Savo            | FI1D1              |       |
| Finlande du Nord et de l'Est | FI1  | FI1D                 | Savonie du Nord       | FI1D2              |       |
| Finlande du Nord et de l'Est | FI1  | FI1D                 | Carélie du Nord       | FI1D3              |       |
| Finlande du Nord et de l'Est | FI1  | FI1D                 | Kainuu                | FI1D4              |       |
| Finlande du Nord et de l'Est | FI1  | FI1D                 | Ostrobotnie centrale  | FI1D5              |       |
| Finlande du Nord et de l'Est | FI1  | FI1D                 | Ostrobotnie du Nord   | FI1D6              |       |
| Finlande du Nord et de l'Est | FI1  | FI1D                 | Laponie               | FI1D7              |       |
| Åland                        | FI2  | Åland                | FI20                  | Åland              | FI200 |

## Unités administratives locales
Au-dessous des niveaux NUTS, les deux niveaux UAL (Unités administratives locales) sont:
| Niveau | Subdivisions                                     | #   |
| ------ | ------------------------------------------------ | --- |
| UAL 1  | Sous-régions (Seutukunnat / Ekonomiska regioner) | 77  |
| UAL 2  | Municipalité (Kunnat / Kommuner)                 | 416 |